# Domitila Barrios de Chúngara
Domitila Barrios de Chúngara, també coneguda com a Domitila Chúngara, (Pulacayo, 7 de maig de 1937 – Cochabamba, 13 de març de 2012) fou una líder obrera i feminista boliviana.
Nascuda en una família molt pobra, ella mateixa aviat va haver de conjugar la cura domèstica i l'atenció als seus germans amb la feina a la mina, on es va integrar al Comitè de Mestresses de casa del Districte Miner Siglo XX, del qual seria designada secretària general. Amb el seu impuls es van denunciar i reclamar solucions per als problemes d'atenció mèdica, educació, salaris justos i seguretat social.
Es va fer famosa per la seva lluita pacífica contra les dictadures de René Barrientos i d'Hugo Banzer. El 1975 va participar en la tribuna de l'Any Internacional de les Dones convidada per les Nacions Unides de Mèxic.